# Кулябинское (сельское поселение)
Кулябинское — упразднённое муниципальное образование со статусом сельского поселения в составе Увинского района Удмуртии.
Административный центр — деревня Кулябино.
Образовано в 2005 году в результате реформы местного самоуправления.
Законом Удмуртской Республики от 17.05.2021 № 48-РЗ к 30 мая 2021 года упразднено в связи с преобразованием муниципального района в муниципальный округ.

## Географические данные
Находится на востоке района, граничит:
- на севере с Чистостемским сельским поселением
- на востоке с Нылгинским сельским поселением
- на юге с Жужгесским сельским поселением
- на западе с Вавожскимим районом

## Население
| 2010 | 2012 | 2013 | 2014 | 2015 | 2016 | 2017 |
| ---- | ---- | ---- | ---- | ---- | ---- | ---- |
| 450  | →450 | ↘448 | ↗461 | ↘457 | ↘447 | ↘440 |
| 2018 | 2019 | 2020 |      |      |      |      |
| ↗448 | ↗451 | ↘432 |      |      |      |      |

## Населенные пункты
| Название     | Тип населённого пункта          | Население 2007 год | Почтовый индекс | ОКАТО       |
| ------------ | ------------------------------- | ------------------ | --------------- | ----------- |
| Кулябино     | Деревня, административный центр | 474                | 427241          | 94244820001 |
| Овражино     | Деревня                         | 27                 | 427241          | 94244820002 |
| Тимофеевское | Деревня                         | 16                 | 427241          | 94244820003 |

## Экономика
- СПК «Колхоз Луч»

## Объекты социальной сферы
- МОУ «Кулябинская основная общеобразовательная школа»
- МДОУ «Кулябинский детский сад»
- МОУ «Нововамьинская школа-сад»
- МОУ «Родниковская школа-сад»
- библиотека
- фельдшерско-акушерский пункт
- клуб